# Mutara III Rudahigwa
Mutara III Rudahigwa (março de 1911 - 25 de julho de 1959) foi rei (mwami) de Ruanda entre 1931 e 1959. Ele foi o primeiro rei ruandês a ser batizado e o catolicismo romano foi adotado em Ruanda durante seu reinado. 
Seus nomes cristãos eram Charles Léon Pierre e por vezes foi referido como Charles Mutara III Rudahigwa.

## Juventude e educação
Rudahigwa nasceu em março de 1911, na capital real de Ruanda, Nyanza; filho do rei Yuhi VI de Ruanda e da rainha Kankazi (mais tarde, Rainha-Mãe Radegonde Nyiramavugo III Kankazi), uma das esposas.  Ele era membro do clã tutsi Abanyiginya. 
Em 1919, iniciou sua educação na Escola Colonial para os Filhos dos Chefes em Nyanza, posteriormente tornando-se secretário de seu pai em 1924.  Em janeiro de 1929, foi nomeado chefe e administrou uma província. 

## Reinado
Rudahigwa tornou-se rei em 16 de novembro de 1931, quando a administração colonial belga depôs seu pai, Yuhi V Musinga, quatro dias antes.  Assumiu o nome real Mutara, tornando-se Mutara III Rudahigwa.  Por vezes era chamado de Charles Mutara III Rudahigwa. 
Ele foi o primeiro rei ruandês a se converter ao catolicismo, convertendo-se em 1943 e tomando o nome cristão de Charles Léon Pierre. Seu pai se recusou a converter-se ao cristianismo e a Igreja Católica Ruandesa posteriormente o consideraria como anti-cristão e como um impedimento à sua missão civilizadora.  Rudahigwa tinha sido instruído secretamente no cristianismo por Léon Classe, o líder da Igreja Católica Ruandesa, desde 1929, e foi preparado pelos belgas para substituir seu pai.  Em 1946, ele dedicou o país a Cristo, efetivamente tornando o cristianismo uma religião de Estado.  Sua conversão promoveu uma onda de batismos no protetorado. 
Seu reinado coincidiu com o pior período de fome registrado em Ruanda entre 1941 e 1945, que incluiu a fome de Ruzagayura (1944-1945), período durante o qual 200.000 da população do país de cerca de dois milhões pereceram. 

### Ascensão das tensões étnicas
Durante o reinado de Rudahigwa houve uma estratificação acentuada da identidade étnica dentro de Ruanda-Urundi, o mandato administrado pelos belgas do qual Ruanda formava a parte norte. Em 1935, a administração belga emitiu cartões de identidade formalizando as categorias étnicas, tutsi, hutu e twa.  Após a Segunda Guerra Mundial, um movimento de emancipação hutu começou a crescer em Ruanda-Urundi, impulsionado pelo crescente ressentimento das reformas sociais do período entreguerras e também pela crescente simpatia pelos hutus dentro da Igreja Católica.  Embora em 1954 Rudhahigwa abolisse o sistema ubuhake de servidão por contrato que explorava os hutus, isso teria pouco efeito prático real. 
A monarquia e os tutsis proeminentes sentiram a crescente influência dos hutus e começaram a promover a independência imediata em seus próprios termos, culminando com a demanda de Rudahigwa pela independência da Bélgica em 1956. Em 1957, um grupo de intelectuais hutus escreveu o "Manifesto de Bahutu". Este manifesto político denunciava a "exploração" dos hutus pela etnia tutsi e exigia a libertação dos hutus primeiro dos tutsis e, depois, do domínio belga. Os partidos políticos hutus rapidamente se formaram depois disso, com o futuro presidente Gregoire Kayibanda formando o Movimento Social Hutu (logo renomeado MDR-PARMEHUTU) e Joseph Gitera criando Associação para a Promoção Social das Massas (APROSOMA). 

### Morte
Em 24 de julho de 1959, Rudahigwa chegou a Usumbura (atual Bujumbura), Urundi, para um encontro com as autoridades coloniais belgas organizadas pelo padre André Perraudin.  No dia seguinte, ele visitou seu médico belga no hospital colonial, onde morreu.  As autoridades belgas apresentaram explicações conflitantes para a morte. Uma delas foi que ele se queixou de uma dor de cabeça severa e foi tratado por seu médico, mas entrou em colapso quando saiu do hospital, o que seria determinado mais tarde, por três médicos, por ser uma hemorragia cerebral. Outra explicação dos belgas foi que ele morreu de uma reação a uma dose de penicilina. Uma autópsia não foi realizada devido às objeções da Rainha-Mãe Kankazi. 
Os rumores de que ele havia sido deliberadamente morto pelas autoridades belgas foram abundantes e as tensões aumentaram: os ruandeses comuns se reuniram ao longo de estradas e apedrejaram carros europeus.  Os rumores de que ele estava com saúde debilitada, sofrendo dos efeitos do consumo excessivo de álcool, bem como os efeitos da sífilis não tratada, são reivindicações não verificadas por qualquer evidência.  Um assistente twa do rei afirmou que ele gozava de ótima saúde na época, o que é apoiado por seu envolvimento ativo em atividades esportivas, incluindo jogos vigorosos de tênis.
Rudoligwa foi sucedido por Jean-Baptiste Ndahindurwa, como Kigeli V. 

## Vida pessoal
Mutara casou-se com Nyiramakomali em 15 de outubro de 1933 e se divorciaram em 1941. Casou-se com Rosalie Gicanda, uma cristã, em um casamento na igreja em 13 de janeiro de 1942. 
Após a morte de Rudahigwa, Rosalie Gicanda permaneceu no Ruanda. Ela seria assassinada em 1994 durante o genocídio de Ruanda sob as ordens de Idelphonse Nizeyimana. Mais tarde, este seria detido, condenado por um tribunal de crimes de guerra da ONU e sentenciado a prisão perpétua.